# Assassin's Creed: Bloodlines
Assassin's Creed: Bloodlines és un videojoc desenvolupat per Griptonite Games i distribuït per Ubisoft en exclusiva per a la videoconsola PlayStation Portable. Tracta de les aventures d'Altaïr, que prossegueixen des de l'última vegada que va aparèixer en el volum anterior Assassin's Creed. El videojoc es va llançar el novembre de 2009 i es va publicar en PlayStation Store el 17 de novembre de 2009.